# トゥアンチャウ県

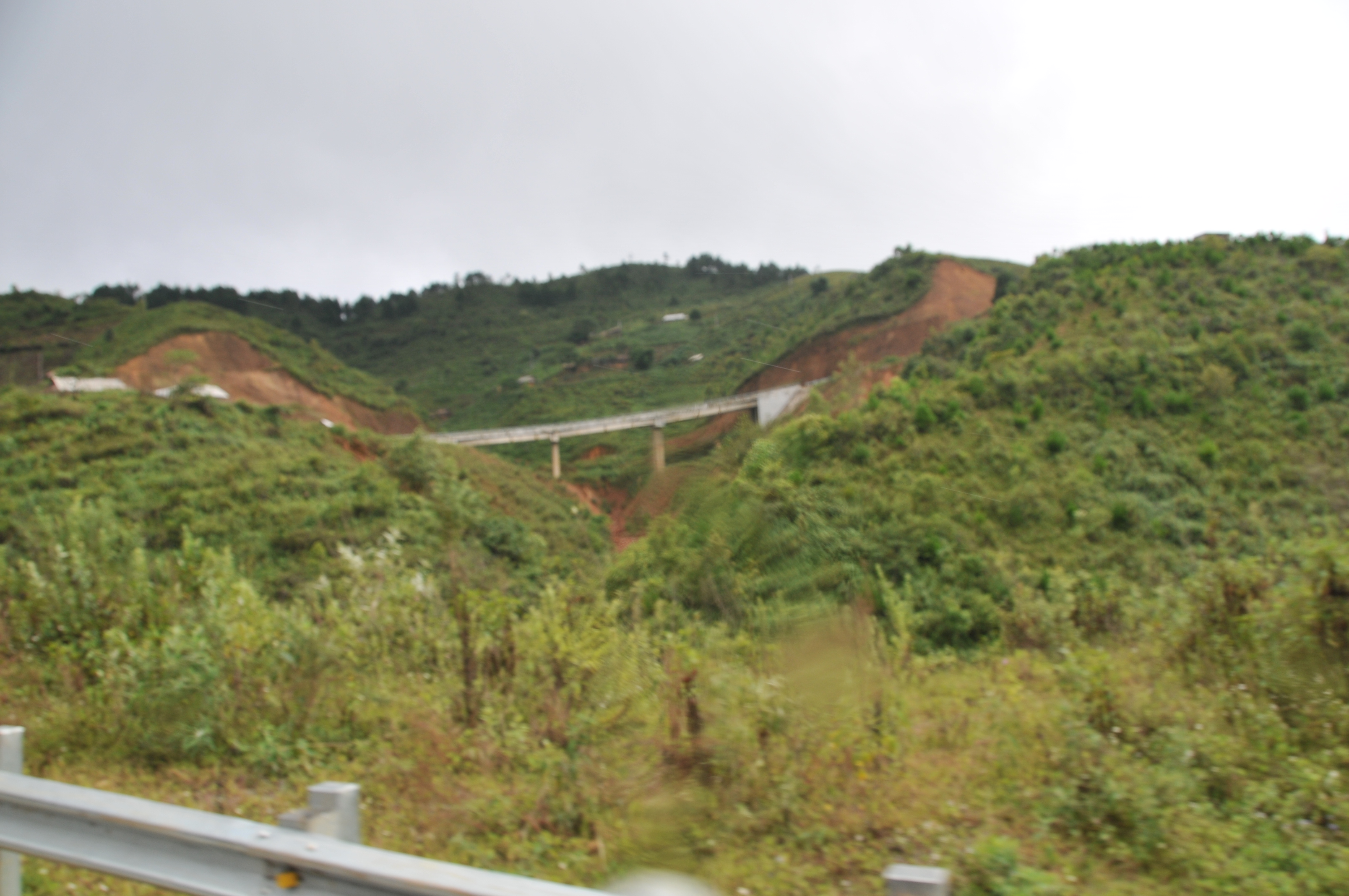
橋からの眺め

トゥアンチャウ県（トゥアンチャウけん、ベトナム語：Huyện Thuận Châu / 縣順州?）は、ベトナム社会主義共和国ソンラ省の県である。面積は1,535.07km²、人口は153,000人（2019年）である。

## 行政区画
1市鎮28社を管轄する。